# Горелов, Гавриил Никитич
Гавриил Никитич Горе́лов (Никитьевич, Никитович; 22 марта [3 апреля] 1880, Покровское, Московская губерния — 16 августа 1966[…], Москва) — русский и советский художник. Заслуженный деятель искусств РСФСР (1947). Лауреат Сталинской премии третьей степени (1950).

## Биография

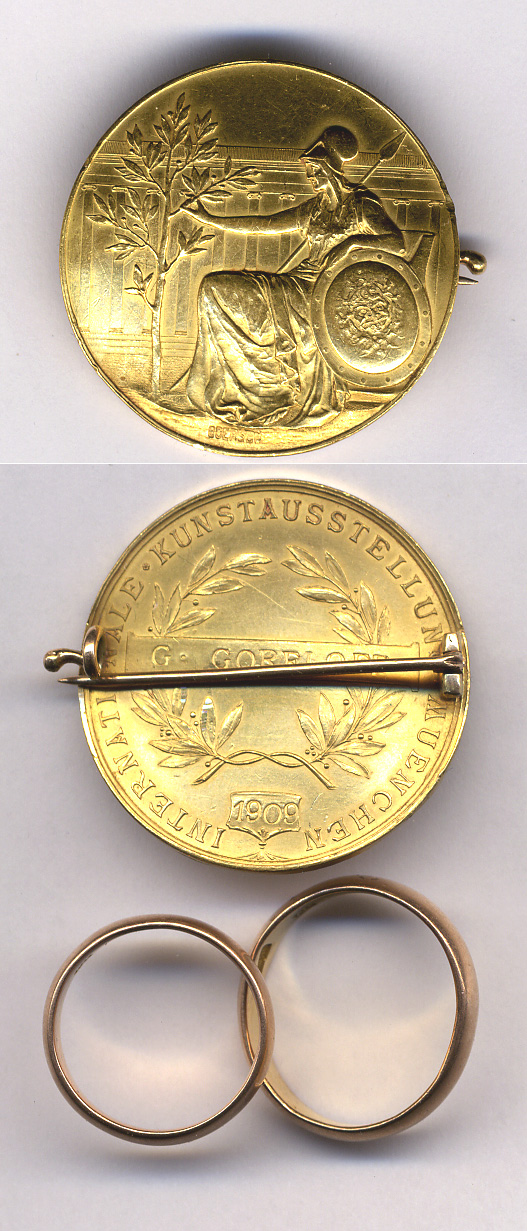
Золотая медаль полученная Гореловым в 1909 году на Международной выставке в Мюнхене за картину «Осмеяние еретиков» и обручальные кольца супругов Гореловых

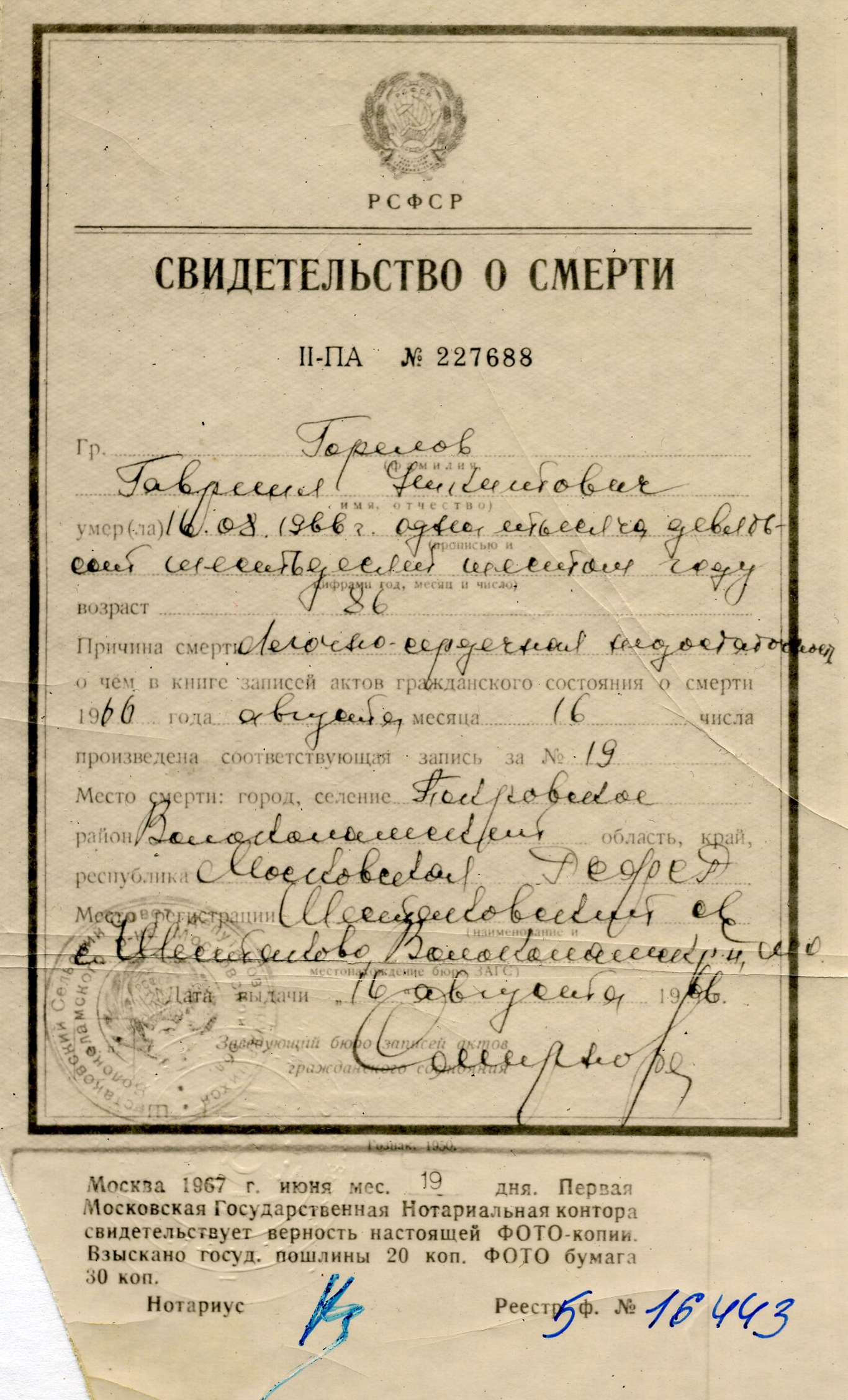
«Свидетельство о смерти» Горелова, фотокопия заверена нотариусом

Окончил Пензенское художественное училище (1903), учился у Константина Савицкого, потом Петербургскую Академию художеств (1911), где был учеником Ильи Репина и Франца Рубо. По окончании Академии был премирован поездкой в Италию, где работал над картиной «Оргия в апартаментах Александра VI Борджиа» (завершена в 1956 году). Вернувшись в Россию, входил в Товарищество передвижных художественных выставок (1912—1916), краткое время преподавал в Харьковском художественном училище, где среди его учеников был Георгий Цапок.
В 1925—1926 годах входил в АХРР, писал многофигурные композиции на революционные и особенно исторические темы, в том числе «Суд Пугачёва над помещиком» (1925), «Казнь Пугачёва» (1925), «Восстание Болотникова» (1944), «Первый призыв Минина к народу» (1945), «Псы-рыцари» (1947) и др. В 1937—1938 годов преподавал в Московском областном художественном педагогическом училище памяти 1905 года (МГАХУ пам. 1905 г.). В послевоенные годы творчество Горелова приняло ещё более идеологизированный характер — от серии портретов сталеваров завода «Серп и Молот» до известной картины «Сталин и три богатыря» (изображающей И. В. Сталина в рост на фоне знаменитого полотна «Богатыри»).
Умер от лёгочно-сердечной недостаточности. Похоронен в Москве на Новодевичьем кладбище (участок № 6).
Дети — художник Ростислав Горелов, художник Галина Горелова (Азгур) (жена скульптора Заира Азгура), художник Юрий Горелов. Внуки — Максим Горелов, Ольга Горелова (Осипова), Татьяна Ростиславовна Горелова.

## Автобиография Г. Н. Горелова (с 1880 по 1949 годы)

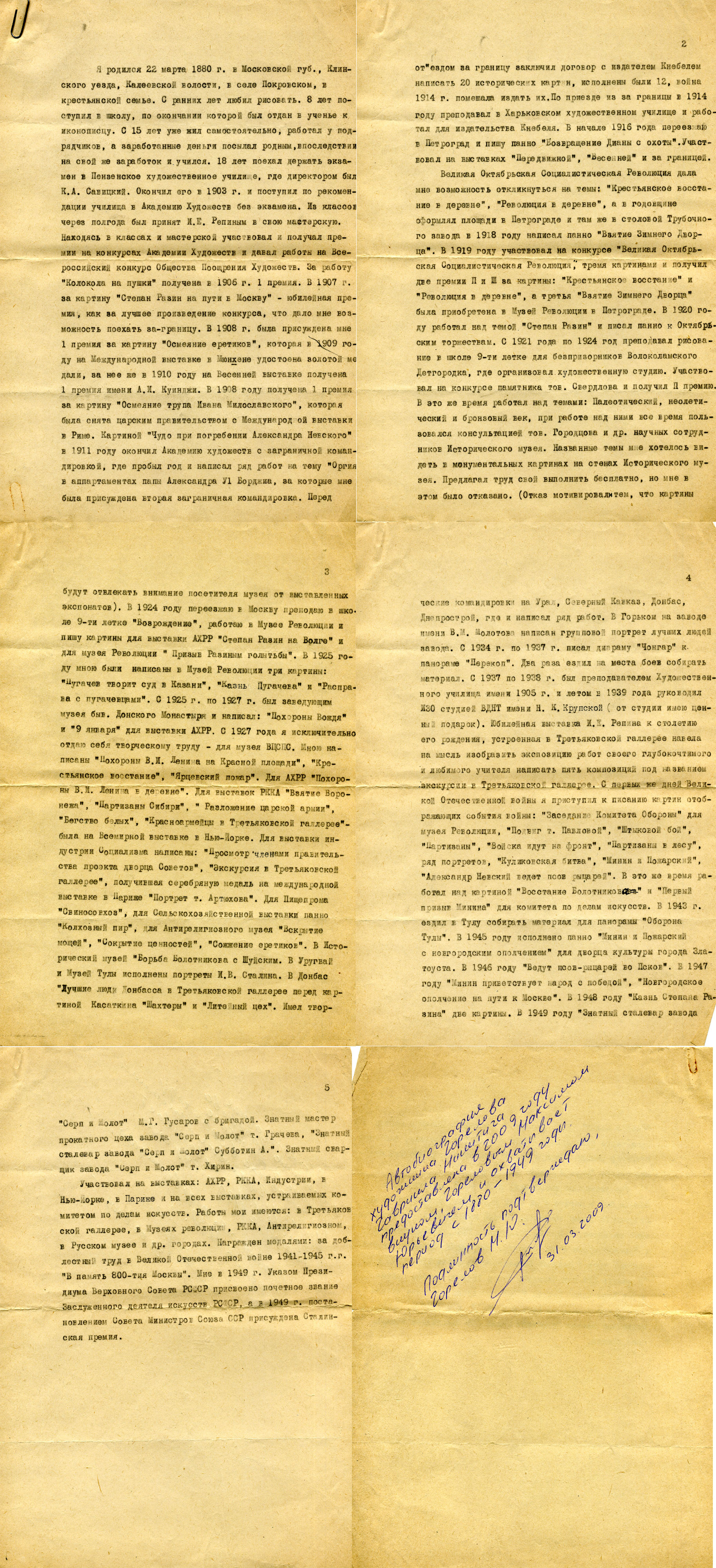
Автобиография Горелова, период 1880—1949 годы

Я родился 22 марта 1880 года в Московской губ., Клинского уезда, Калеевской волости, в селе Покровском, в крестьянской семье. С ранних лет любил рисовать. 8 лет поступил в школу, по окончании которой был отдан в ученье к иконописцу. С 15 лет уже жил самостоятельно, работал у подрядчиков, а заработанные деньги посылал родным, впоследствии на свой же заработок и учился. 18 лет поехал держать экзамен в Пензенское художественное училище, где директором был К. А. Савицкий. Окончил его в 1903 г. и поступил по рекомендации училища в Академию художеств без экзамена. Из классов через полгода был принят И. Е. Репиным в свою мастерскую. Находясь в классах и мастерской участвовал и получал премии на конкурсах Академии художеств и давал работы на Всероссийский конкурс Общества поощрения художеств. За работу «Колокола на пушки» получена в 1906 г. 1 премия. В 1907 г. за картину «Степан Разин на пути в Москву» — юбилейная премия, как за лучшее произведение конкурса, что дало мне возможность поехать за границу. В 1908 г. была присуждена мне 1 премия за картину «Осмеяние еретиков», которая в 1909 году на Международной выставке в Мюнхене удостоена золотой медали, за неё же в 1910 году на Весенней выставке получена 1 премия имени А. И. Куинджи. В 1908 г. получена 1 премия за картину «Осмеяние трупа Ивана Милославского», которая была снята царским правительством с Международной выставки в Риме. Картиной «Чудо при погребении Александра Невского» в 1911 году окончил Академию художеств с заграничной командировкой, где пробыл год и написал ряд работ на тему «Оргия в апартаментах папы Александра VI Борджиа», за которые мне была присуждена вторая заграничная командировка. Перед отъездом за границу заключил договор с издателем Кнебелем написать 20 исторических картин, исполнены были 12, война 1914 г. помешала издать их. По приезде из за границы в 1914 году преподавал в Харьковском художественном училище и работал для издательства Кнебеля. В начале 1916 года переезжаю в Петроград и пишу панно «Возвращение Дианы с охоты». Участвовал на выставках «Передвижной», «Весенней» и за границей.
Великая Октябрьская Социалистическая Революция дала мне возможность откликнуться на темы: «Крестьянское восстание в деревне», «Революция в деревне», а в годовщине оформлял площади в Петрограде и там же в столовой Трубочного завода в 1918 году написал панно «Взятие Зимнего дворца». В 1919 году участвовал на конкурсе «Великая Октябрьская Социалистическая Революция» тремя картинами и получил две премии II и III за картины: «Крестьянское Восстание» и «Революция в деревне», а третья «Взятие Зимнего дворца» была приобретена в Музей Революции в Петрограде. В 1920 году работал над темой, «Степан Разин» и писал панно к Октябрьским торжествам. С 1921 года по 1924 год преподавал рисование в школе 9-ти летке для беспризорников Волоколамского Детгородка, где организовал художественную студию. Участвовал на конкурсе памятника тов. Свердлова и получил II премию. В это же время работал над темами: Палеотический, неолитический и бронзовый век, при работе над ними все время пользовался консультацией тов. Городцова и др. научных, сотрудников Исторического музея. Названные темы мне хотелось видеть в монументальных картинах на стенах Исторического музея. Предлагал, труд свой выполнить бесплатно, но в этом было отказано. (Отказ мотивировали тем, что картины будут отвлекать внимание посетителя музея от экспонатов). В 1924 году переезжаю в Москву, преподаю в школе 9-ти летке «Возрождение», работаю в Музее Революции и пишу картины для выставки АХРР «Степан Разин на Волге» и для музея Революции «Призыв Разиным голытьбы». В 1925 году мною были написаны в музей Революции три картины: «Пугачев творит суд в Казани», «Казнь Пугачева» и «Расправа с пугачевцами». С 1925 г. по 1927 г. был заведующим музея быв. Донского Монастыря и написал «Похороны Вождя» и «9 января» для выставок АХРР. С 1927 года я исключительно отдаю себя творческому труду — для музея ВЦСПС. Мною написаны: «Похороны В. И. Ленина на Красной площади», «Крестьянское восстание», «Ярцевский пожар». Для АХРР «Похороны В. И. Ленина в деревне». Для выставок РККА «Взятие Воронежа», «Партизаны Сибири», и «Разложение царской армии», «Бегство белых», «Красноармейцы в Третьяковской галерее» — была на Всемирной выставке в Нью-Йорке. Для выставки индустрии Социализма написаны: «Просмотр членами правительства проекта дворца Советов», «Экскурсия в Третьяковской галерее», получившая серебряную медаль на международной выставке в Париже, «Портрет т. Артюхова». Для Пищепрома «Свиносовхоз», для Сельскохозяйственной выставки панно «Колхозный пир», для Антирелигиозного музея «Вскрытие мощей», «Сокрытие ценностей» «Сожжение еретиков». В Исторический музей «Борьба Болотникова с Шуйским». В Уругвай и музей Тулы исполнены портреты И. B. Сталина, В Донбасс «Лучшие люди Донбасса в Третьяковской галерее перед картиной Касаткина „Шахтёры“» и «Литейный цех». Имел творческие командировки на Урал, Северный Кавказ, Донбасс, Днепрострой, где и написал ряд работ. В Горьком на заводе имени В. М. Молотова написал групповой портрет лучших людей завода. С 1937]по 1938 г. писал диораму «Чонгар» к панораме «Перекоп». Два раза ездил на места боев собирать материал. С 1937 по 1938 г. был преподавателем Художественного училища имени 1905 г. и летом в 1939 году руководил ИЗО студией имени Н. К. Крупской (от студии имею ценный подарок). Юбилейная выставка И. Е. Репина к столетию его рождения, устроенная в Третьяковской галерее навела на мысль изобразить экспозицию работ своего глубокочтимого и любимого учителя, написать пять композиций под названием «Экскурсии в Третьяковской галерее». С первых же дней Великой Отечественной войны я приступил к писанию картин отображающих события войны: «Заседание Комитета Обороны» для музея Революции, «Подвиг т. Павловой», «Штыковой бой», «Партизаны», «Войска идут на фронт», «Партизаны в лесу», ряд портретов, «Куликовская битва», «Минин и Пожарский», «Александр Невский ведет псов рыцарей». В это же время работал над картиной «Восстание Болотникова» и «Первый призыв Минина» для комитета по делам искусств. В 1943 г. ездил в Тулу собирать материал для панорамы «Оборона Тулы». В 1945 году исполнено панно «Минин и Пожарский с новгородским ополчением» для дворца культуры города Златоуста. В 1946 году «Ведут псов-рыцарей во Псков». В 1947 «Минин приветствует народ с победой», «Новгородское ополчение на пути к Москве». В 1948 году «Казнь Степана Разина» две картины. В 1949 году «Знатный сталевар завода „Серп и Молот“ М. Г. Гусаров с бригадой», «Знатный мастер прокатного цеха завода „Серп и Молот“ Субботин А.», «Знатный сварщик завода „Серп и Молот“ т. Хирин».
Участвовал на выставках: АХРР, РККА, Индустрии, в Нью-Йорке, в Париже и на всех выставках, устраиваемых комитетом по делам искусств. Работы имеются: в Государственной Третьяковской галерее, в Музее Революции, РККА, Антирелигиозном, в Русском музее и др. городах. Награждён медалями: «За доблестный труд в Великой Отечественной войне 1941—1945 гг.», «В память 800-летия Москвы». Мне в 1947 году Указом президиума Верховного Совета РСФСР присвоено почётное звание Заслуженного деятеля искусств РСФСР, а в 1950 году постановлением Совета министров Союза ССР присуждена Сталинская премия.

## Награды и премии
- заслуженный деятель искусств РСФСР (1947)
- действительный член АХ СССР (1953)
- Сталинская премия третьей степени (1950) — за портреты сталевара завода «Серп и Молот» А. С. Субботина, мастера завода «Серп и Молот» И. В. Грачёва и картину «Знатный сталевар завода „Серп и Молот“ М. Г. Гусаров с бригадой»
- медаль «За доблестный труд в Великой Отечественной войне 1941-1945 гг.»
- медаль «В память 800-летия Москвы»

## Отзывы

### 1960-е годы
В период хрущевской оттепели некоторые работы Горелова начали подвергаться идеологической критике, так советские искусствоведы считали, что его исторические картины, написанные в период Великой Отечественной войны, принижают значение широких народных масс, например, в томе XIII (дополнительном) «Истории русского искусства» (издательство «Наука» 1964) говорилось следующее:

В некоторых исторических картинах, написанных тогда Г. Гореловым на темы больших народных движений прошлого, народ выступает скорее как пассивная и безликая масса, чем как действенная сила истории.

### 1990—2000-е годы
В 1990-е годы в среде либеральных публицистов и журналистов было распространено мнение о художнике Гаврииле Горелове, как о советском «придворном художнике», например, писатель Владлен Сироткин в своей книге писал:

Самое же поразительное — «свой музей» пытался было создать и Сталин. Сама эта идея оформилась ещё до войны (в 1937 г. придворный сталинский художник Гавриил Горелов написал даже картину «Сталин и другие члены Политбюро осматривают макет Дворца Советов»).

Журнал «Weekend» представлял Гавриила Горелова «махровым соцреалистом» и «передвижником старой выучки».
В середине 1990-х годов Газета «Коммерсантъ» отмечала такую особенность работ Горелова, как совмещение произведения искусства с исторической ценностью, определяя картины его кисти раритетными. Однако в статье «Рождественские скидки на сталинизм» та же газета на примере работ Горелова отметила более чем умеренный интерес российской общественности 2000-х годов к советской живописи. Издание именовало картину «Сталин и три богатыря» советским официозом и «кунстштюком 50-х годов», а приложение к газете «Коммерсантъ» увидело Гавриила Горелова специалистом по написанию похорон.
«Независимая Газета» определяла Гавриила Горелова, как «очень хорошего художника» и, напротив, называла академический соцреализм популярным в России, приводя в пример «приличного размера холст Гавриила Горелова». «Новая газета» отметила, что Горелов писал портреты передовиков производства и получил за это Сталинскую премию. Газета «Известия» в статье о выставке «Большая картина», открытой в Русском музее в 2004 году, обратила внимание на «несколько великолепных картин Гавриила Горелова». В 2010 году газета «Ведомости» характеризовала Горелова «первостатейным соцреалистом».

### 2010-е годы
Предприниматель Миллиардер Алексей Ананьев приобрел для музея Институт русского реалистического искусства несколько работ художника.

## Интересные факты
- Владимир Гиляровский в своей книге так описывал картину Горелова «Степан Разин на Волге»[20]:

А как раз над ними — полотно художника Горелова:

«Это с Дона челны налетели,

Взволновали простор голубой, —

То Степан удалую ватагу

На добычу ведет за собой…»
Это первый выплыв Степана «по матушке по Волге».

- Лев Карохин в своей книге сообщал, что «один из любимых учеников И. Е. Репина художник Гавриил Никитич Горелов, устроил себе творческую мастерскую в одной из сторожевых башен ограды Феодоровского городка»[21].
- «Государственный Русский Музей» в серии фильмов «Сокровищница Российского искусства. Рассказы о Русском музее» рассказал об некоторых исторических полотнах Гавриила Горелова[22]; также 2 февраля 2006 года в Государственном Русском музее экспонировалась выставка «Оригинальная графика XIX — начала XX века в собрании Башкирского государственного художественного музея имени М. В. Нестерова» на который были представлены работы Г. Н. Горелова[23]. В 2010 в Русском музее", при поддержке ОАО «Северсталь», проходила выставка «Гимн труду. Советское искусство из собрания Русского музея», на которой, в числе других работ, была выставлена работа Г. Н. Горелова «Знатный сталевар завода „Серп и молот“ М. Г. Гусаров со своей бригадой» (1949, холст, масло)[24].

## Галерея

### Живопись
В собрании Одесского художественного музея:
- Колокольня на пушки. 1906.
- Ряженые в деревне. 1906.
- Деревенская улица. Этюд к картине «Ряженые в деревне».
- Детские головки. Этюд.
- Мальчик. Этюд к картине «Ряженые в деревне».

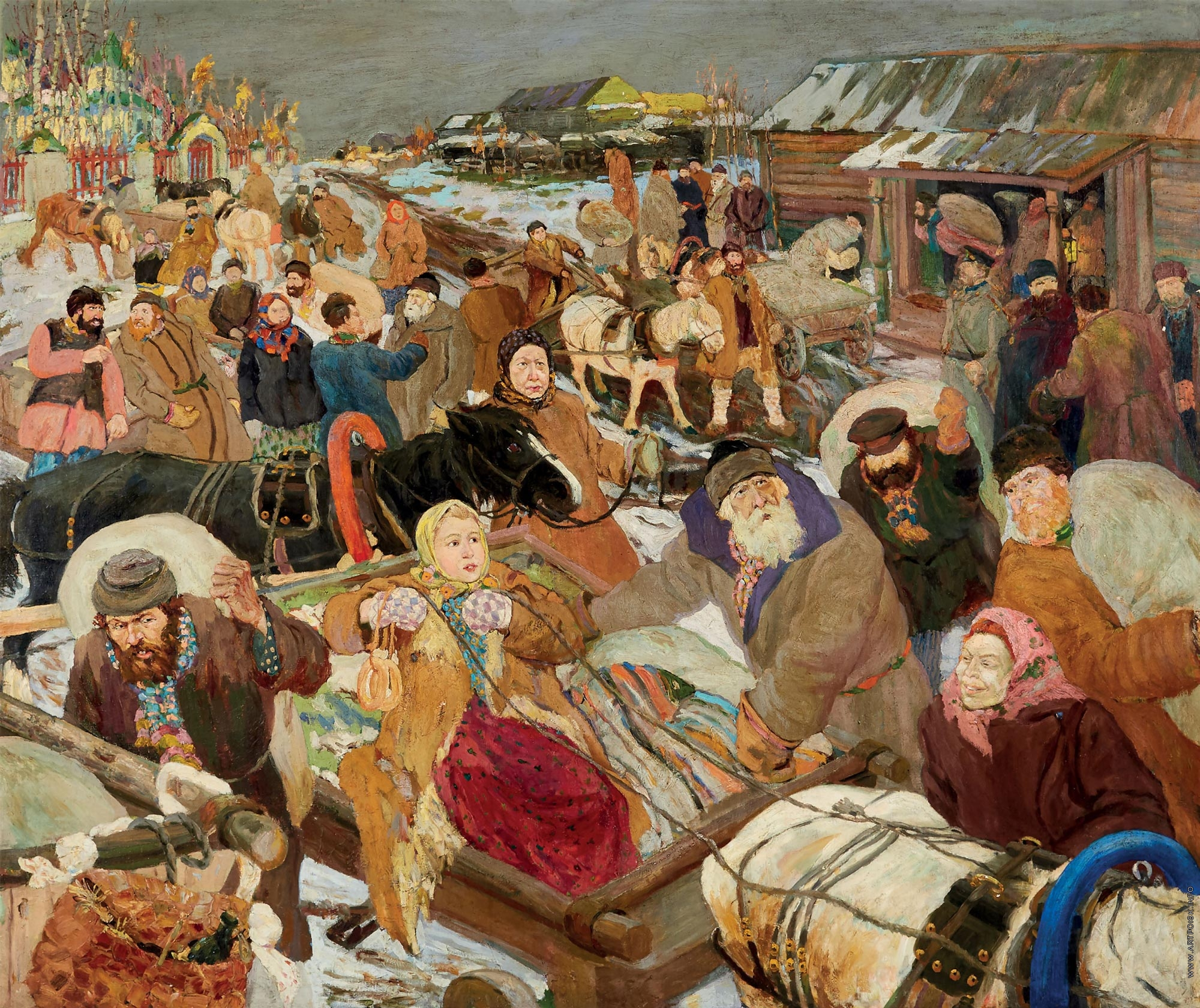
Крестьяне. 1910
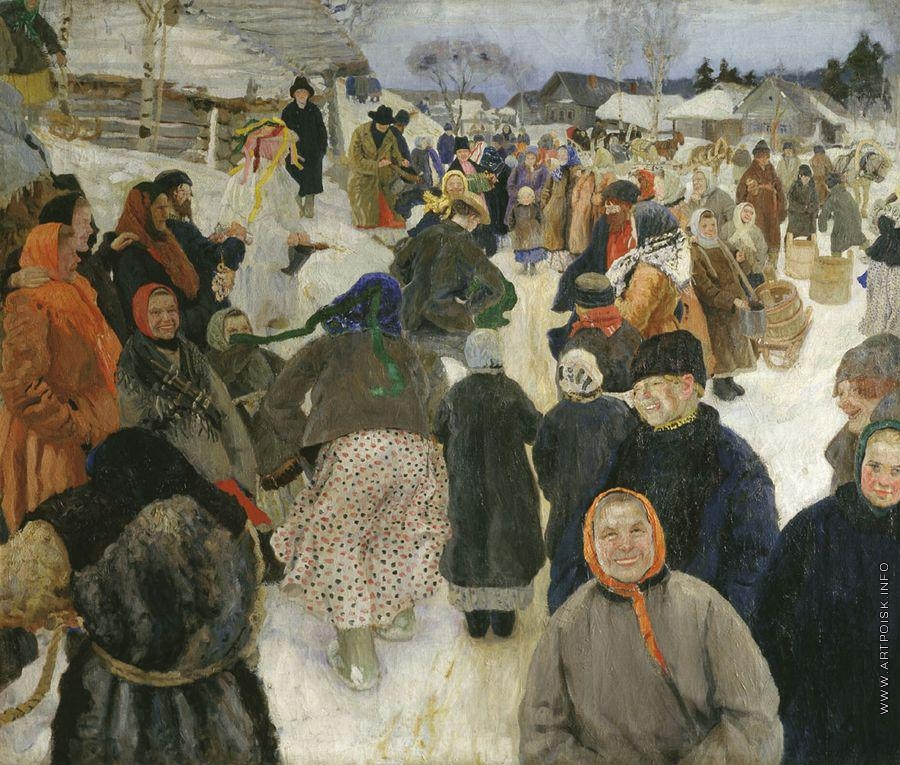
Ряженые в деревне. 1906

### Фотографии

Обложка книги «Г. Н. Горелов» из серии «Мастера советского искусства». На обложке картина «Знатный сталевар завода „Серп и Молот“ М. Г. Гусаров со своей бригадой» 1949, Государственная Третьяковская Галерея.
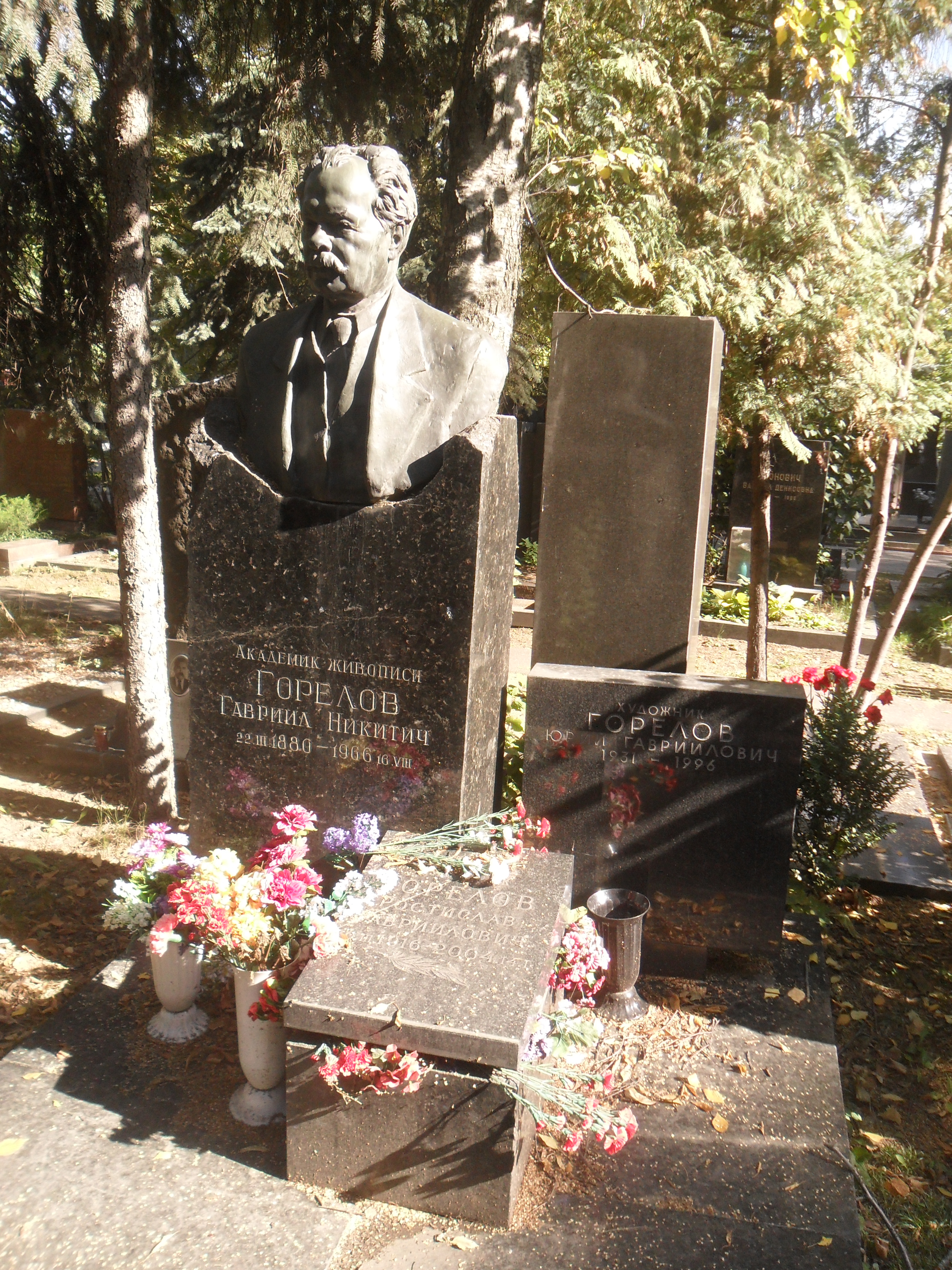
Могила Горелова на Новодевичьем кладбище Москвы.